# Рибум, Эмма
Эмма Рибум (швед. Emma Ribom; род. 29 ноября 1997, Каликс, Норрботтен) — шведская лыжница, двукратная чемпионка мира, призёр этапа Кубка Мира. Чемпионка мира среди юниоров 2019 в спринте. 

## Карьера
В 2019 году выиграла золотую медаль в спринте на чемпионате мира среди юниоров в Обервизентале, а также две бронзовые награды в 10 и 15-километровых гонках.
Впервые на подиум в личной гонке Рибум поднялась в сезоне 2020/21 на этапе Тур де Ски в Валь-Ди-Фьеме, где заняла третье место в спринте.